# Station Den Haag Centraal
Station Den Haag Centraal is het centraal station van Den Haag. Den Haag Centraal is met twaalf sporen het grootste kopstation van Nederland. Het werd geopend in 1973 net naast het oude station Den Haag Staatsspoor. Daarvan is het de opvolger, maar het biedt verbindingen in meer richtingen dan het oude station. Ondanks de naam was en is het niet het enige belangrijke station van de stad, station Den Haag Hollands Spoor (HS) biedt namelijk meer verbindingen aan in de richting Rotterdam en Leiden. Bovendien vertrokken alleen vanaf het station HS de internationale treinen naar Brussel. Tot 1996 had Den Haag Centraal (in tegenstelling tot Den Haag HS) geen rechtstreekse intercityverbinding met station Amsterdam Centraal.
Den Haag Centraal is het begin- en eindpunt van alle treinen die er komen. Doorgaande treinen komen er niet, behalve bij hoge uitzondering tijdens werkzaamheden. Treinen tussen Amsterdam en Rotterdam via Den Haag, waaronder die van het nachtnet, stoppen op station Den Haag HS. De infrastructuur laat nauwelijks toe dat treinen van Leiden naar Rotterdam via Den Haag Centraal rijden en bovendien is het noodzakelijke kopmaken tijdrovend. Alleen 's nachts met het nachtnet had Den Haag Centraal sinds 1986 een doorgaande treindienst, die er moest kopmaken. Sinds de dienstregeling voor 2009 stoppen de nachtnettreinen echter in Den Haag HS en rijden ze niet meer via Den Haag Centraal.
Sinds 29 mei 2000 wordt het station door NS niet meer aangeduid als Den Haag CS, maar als Den Haag Centraal.

## Geschiedenis

### Rhijnspoor en Staatsspoor

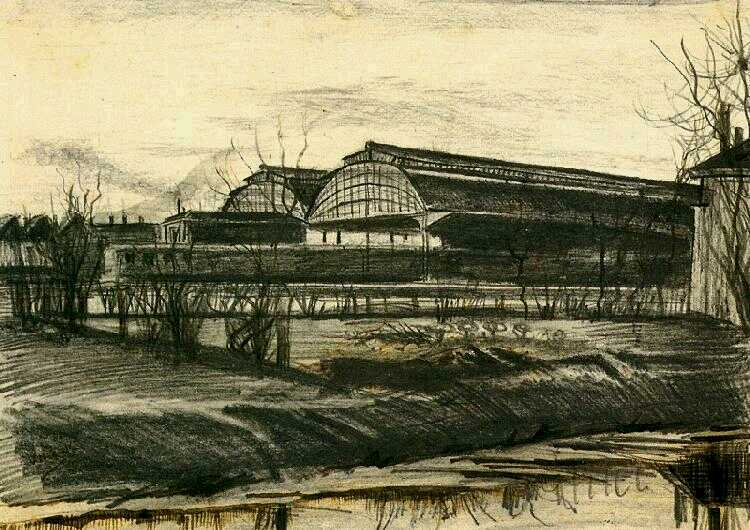
De voorganger van Den Haag Centraal was Station Den Haag Staatsspoor, hier getekend door Vincent van Gogh, dat in 1870 werd geopend als Station Rhijnspoor en in de jaren 1970 werd vervangen door het huidige station.

Het oudste station van Den Haag is Den Haag Hollands Spoor (HS), dat aan de 'Oude Lijn' Amsterdam – Rotterdam ligt en in 1843 werd geopend door de Hollandsche IJzeren Spoorweg-Maatschappij (HSM). Het werd net buiten de bebouwde kom aangelegd, toen zelfs buiten de gemeentegrenzen, op het grondgebied van Rijswijk.
In 1870 opende de Nederlandsche Rhijnspoorweg-Maatschappij (NRS) een tweede station voor de verbinding van Den Haag naar Gouda en Utrecht. Dit station kwam aan een andere zijde van de stad te liggen. In 1890 werd de concessie van de Rijnspoorweg ontbonden en overgenomen door de Staatsspoorwegen (SS). Den Haag Rijnspoor werd omgedoopt in station Den Haag Staatsspoor.
Het is heel gewoon dat een stad meer dan een hoofdstation heeft en dat men afhankelijk van de bestemming vanaf het ene of het andere station moet vertrekken. Doorgaande reizigers moeten dan door de stad, met bus of metro,  van het ene naar het andere station reizen. Parijs en Londen zijn daarvan bekende voorbeelden. (In de genoemde steden zijn echter ingrijpende maatregelen getroffen om de nadelen hiervan, enigszins, te compenseren met onder meer nieuwere metrolijnen zoals de Circle line en ondergrondse voorstadsverbindingen zoals de Thameslink, Elizabeth Line of de RER.) In Den Haag waren ook twee hoofdstations met verschillende bestemmingen, maar het kwam zelden voor dat doorgaande reizigers van het ene naar het andere station gingen: wie van Utrecht of Gouda naar Rotterdam of Amsterdam reisde, reisde niet via Den Haag.

### Nieuwbouw
In 1946 overwoog de NS al om van Staatsspoor het hoofdstation te maken. Ook in 1946 pleitte ingenieur De Bruyn juist voor Hollands Spoor als hoofdstation. De spoorlijn uit Gouda zou dan via de Hofpleinlijn verbonden moeten worden. Later was er het plan voor één gezamenlijk station op het kruispunt der spoorlijnen; dat zou niet de laatste keer zijn.
Toen de Nederlandse Spoorwegen (NS) in de jaren zestig een centraal station voor Den Haag wilde bouwen, lag het vanuit spoorwegexploitatie het meest voor de hand dat te doen op de plek van Den Haag HS. Hier kwamen immers de doorgaande treinen van de Oude lijn van Amsterdam naar Rotterdam. Het in die tijd veelbesproken Plan Jokinen uit 1962 wees ook in die richting, maar werd door de verregaande stedenbouwkundige implicaties nooit in overweging genomen. De (pas in 1968) aangelegde deels enkelsporige verbindingsboog van rangeerterrein Binckhorst naar Den Haag HS moest dan worden verdubbeld, station SS zou worden opgeheven en alle treinen zouden van, naar of via Den Haag HS rijden. De gemeente Den Haag verzette zich hiertegen, omdat zij graag een station dichter bij het centrum wilde. Bovendien gaf de bebouwing rond het station HS weinig ruimte voor een grootschalige uitbreiding van sporen, perrons en gebouwen 'in de breedte'.

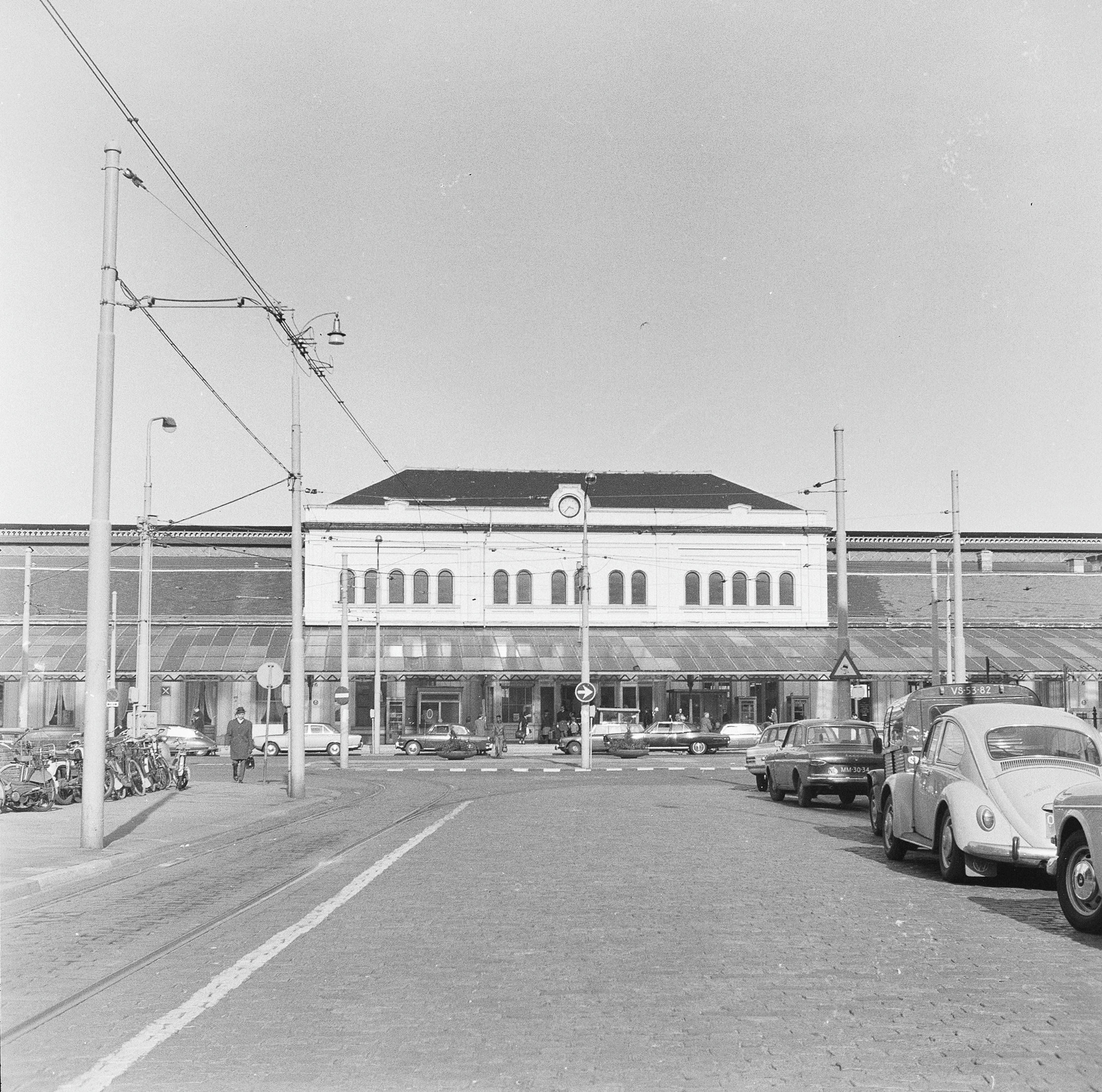
De voorzijde van station Staatsspoor in 1970; het is gesloopt in 1973.

Dit leidde tot het besluit het Centraal Station te bouwen op de plek van Den Haag SS. Door de NS werd samen met de gemeente Den Haag op 25 maart 1970 een nieuw plan gepresenteerd, dat 190 miljoen gulden zou gaan kosten. Hiervan zou de gemeente 120 miljoen gulden voor haar rekening nemen en de NS zou de overige 70 miljoen financieren. Later verminderde de NS haar aandeel in de kosten, doordat ze een deel van haar aandeel in de financiering, liet overnemen door het Shell Pensioenfonds.

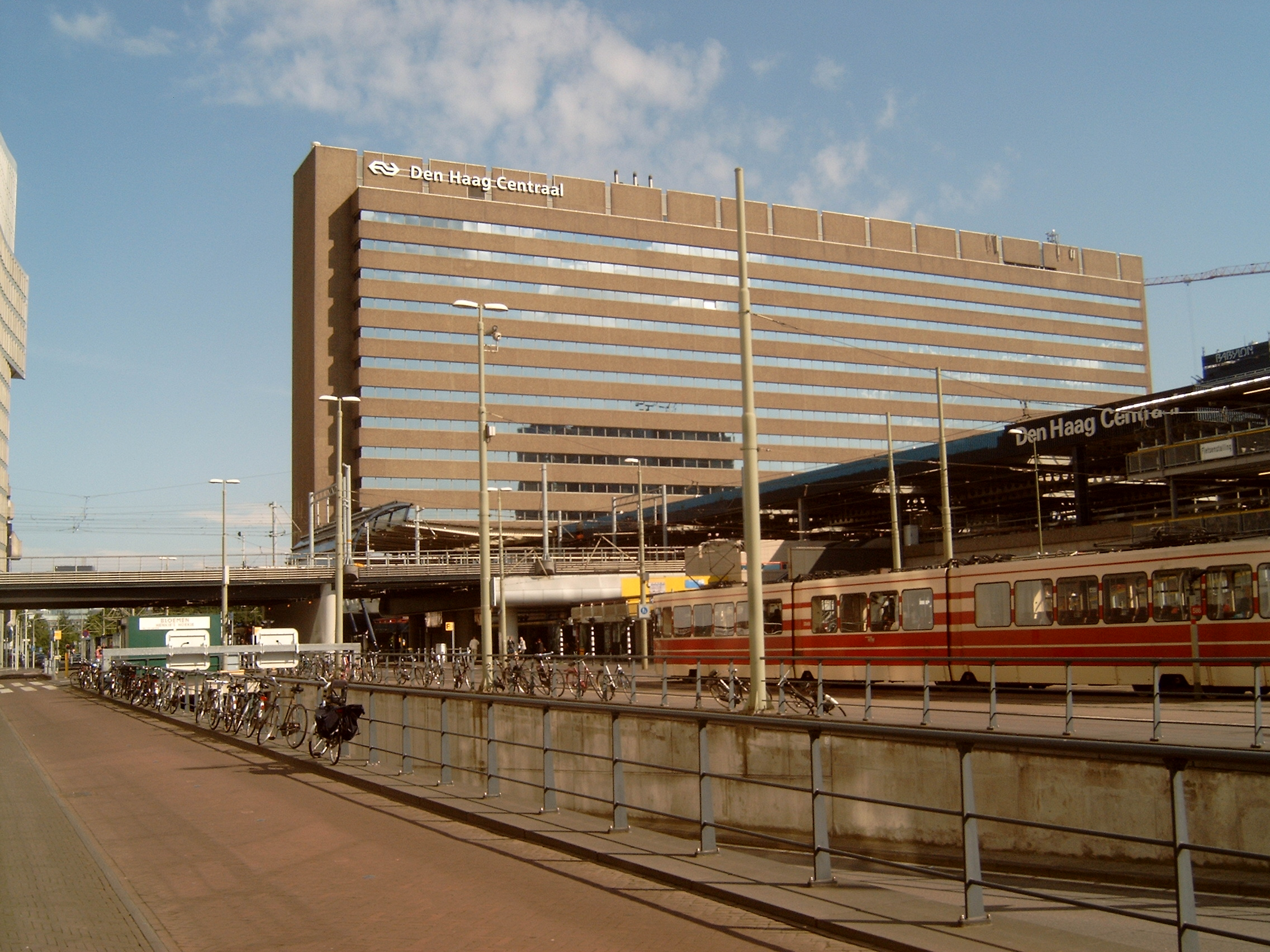
Het in de jaren 70 opgeleverde stationsgebouw; 2009

Het nieuwe station werd aan de voorzijde gedomineerd door een groot kantoorgebouw met twee doorgangen, naar een ontwerp van stationsarchitect Koen van der Gaast. In zijn ontwerp was ook een ondergronds metrostation op het Koningin Julianaplein opgenomen, waar een semi-metrolijn naar Scheveningen zou moeten vertrekken. Dat plan werd niet uitgevoerd, maar de ruimte(s) zou(den) wel nog steeds in ruwbouw/gereserveerd aanwezig zijn. Af en toe kwam het ter sprake, maar voor RandstadRail lijn E werd deze tunnel toch afgewezen. Inmiddels is het weer een optie voor RandstadRail naar Scheveningen. De NS had ook plannen om de Zoetermeerlijn ondergronds door te trekken naar Scheveningen. Ook daarvoor is er ruimte gereserveerd onder spoor 1 en 2 en 11 en 12. Den Haag Centraal werd een van de eerste stations waarbij zowel het trein-, als het tram- en het busverkeer binnen een gebouw waren geïntegreerd. Het was ook, samen met Utrecht, het eerste grote station dat geopend werd na de invoering van nieuwe huisstijl eind jaren 1960. Naast het station werd ook het winkel- en kantorencentrum Babylon gebouwd. Samen met de andere ontwikkelingen in het centrum toentertijd was het station onderdeel van de zogenaamde  actieve cityvorming.
Op 27 september 1973 was de bouw zover gevorderd dat het eerste deel (waaronder een deel van de stationshal) officieel geopend kon worden door de toenmalig Minister van Verkeer en Waterstaat en de burgemeester van Den Haag. Er is toen ook een gedenkplaat onthuld van de opening. Het station werd op 30 september 1973 in gebruik genomen voor de treinen naar Gouda, Utrecht en verder. Station Staatsspoor kon worden gesloten en gesloopt om ruimte te maken voor de verdere bouw van het nieuwe station. Om verbindingen in alle richtingen mogelijk te maken werden bogen aangelegd:
- in 1975 een verbindingsboog van Den Haag Centraal naar Den Haag Laan van NOI (voor de treinen naar en van Rotterdam Hofplein);
- die in 1976 was uitgebreid tot een drie-sporige verbindingsboog voor de treinen van Den Haag Centraal naar Leiden v.v., en rond 1978 tot een vier-sporige verbindingsboog zodat de treinen naar Leidschendam (en verder naar Rotterdam Hofplein of Zoetermeer), en de treinen van Den Haag Centraal naar Leiden, en vanaf 1981 verder naar Schiphol, op die boog volledig hun eigen sporen zouden hebben.
- Rond 1978 ook de enkelsporige Schipholboog van Den Haag Laan van NOI naar station Den Haag Mariahoeve, die samen met de sporen van de Hofpleinlijn naar Leidschendam het viaduct met de Oude lijn onderlangs passeert, om aan de oostelijke (rechter)zijde van het spoor richting Leiden (de Oude lijn) uit te komen, (voor de tegengestelde richting, Leiden-Den Haag Centraal, volstond een gewone aftakking van de Oude lijn);
- in 1976 een dubbelsporige verbindingsboog van Den Haag HS naar Den Haag Centraal, die de al sinds 1871 bestaande enkelsporige verbinding tussen de stations Staatsspoor en Hollands Spoor verving, die voornamelijk diende voor het overbrengen van materieel.[8] De oude ruimere boog, oorspronkelijk aangelegd in weiland, kwam in de twintigste eeuw in stadsbebouwing te liggen, en is nu een parkje tussen de Zwetstraat, Eemstraat en Lauwersstraat.[9]

Door deze bogen en het ten opzichte van het oude station grotere aantal perrons kon Den Haag Centraal vanaf september 1975 ook treinen ontvangen uit de richting Rotterdam Hofplein (met een overstapmogelijkheid op station Laan van NOI naar Leiden). Bovendien werd in september dat jaar ook het busplatform in gebruik genomen. 
In 1976 kon het station ook treinen verwerken uit de richting Delft en Rotterdam Centraal en verder. Ook konden er rechtstreekse treinen naar Leiden, Haarlem en Amsterdam gaan rijden. In dat jaar werd ook het nieuwe Centraal Station voltooid door de oplevering van het tramstation bovenlangs. Dat had toen 4 perrons. Op 28 mei van dat jaar werd de officiële openingshandeling daarvan verricht door prinses Beatrix en prins Claus.
Het station kreeg ook in de jaren na de voltooiing nieuwe treinverbindingen door de opening van nieuwe spoorlijnen:
- Vanaf 1977 voor de sprinters naar Zoetermeer via de Zoetermeerlijn, die in 1979 volledig in gebruik werd genomen.
- Vanaf 1981 zijn ook treinen vanuit Den Haag Centraal gaan rijden (via Leiden) naar de in dat jaar geopende Schiphollijn. Hiervoor is in 1977 gestart met de bouw van een zevende perron (een zijperron).

Rond mei 1975 werd een grote centrale treinaanwijzer met omklappende bordjes in gebruik genomen, die toen uniek was in Nederland. Elke vertrekkende trein stond in een aparte kolom vermeld. Zodra een trein vertrokken was klapten alle bordjes om, wat hoorbaar was. Het bord nam met zijn 25 meter breedte en 5 meter hoogte een aanzienlijk deel van de oostwand van de hal in beslag. Nadeel hiervan was dat er door de muur waarop de treinaanwijzer was bevestigd geen zicht was op het tram- en busstation boven de treinsporen. Veel treinreizigers konden daarom hun aansluiting niet vinden, hoewel er toen ook roltrappen waren van de treinperrons naar het busstation. Boven waren de bussen tevens lastig te herkennen, want die stonden boven dwars op de hal en dus was de voorkant met lijnnummer en bestemming niet direct zichtbaar. Veel reizigers zochten daardoor de zeventien perrons (A t/m Q) af. Ook was er jarenlang geen directe toegang van de Rijnstraat naar de tramperrons boven, en ook geen HTM-infoloket. Er waren dus nogal wat ontwerpfouten. In de jaren 1990 is de aanwijzer vervangen door een kleinere aan de andere kant van de hal, die voor 2011 verwijderd werd. Sinds 6 januari 2020 is er een zogenoemde maxi-treinaanwijzer van 2×7 meter, zodat reizigers vanaf een grotere afstand de vertrektijden kunnen zien.
Het tramstation boven had vier perrons en vier sporen en was bereikbaar per trap of roltrap, maar niet direct vanuit de stationshal. Eerst moest men naar een tussenetage. De (meeste) treinperrons waren wel rechtstreeks met roltrappen verbonden met het busstation. Het meest oostelijke tramperron had daarbij een snelle route naar het busstation en daarmee had dit tramperron toen als enige tramperron een snelle route via het busstation naar de meeste treinperrons. Twee perrons en sporen waren ook bedoeld voor de trams via de Koekamplus, maar die werd nooit gebouwd. Daarom werden zij dan maar alleen gebruikt in combinatie met de keerlus boven. De bochten naar de Koekamp werden wel aangelegd, door de keerlus heen, maar liepen nooit verder door. Boven de perrons waren er automatische omklapborden die een tram aankondigden. Dit tramstation werd toen de duurste tramhalte van Nederland genoemd, hoewel dat van Ternoot ook gezegd werd.
Op de tussenetage werd later vanuit een opslagruimte een primitieve HTM-infostand "uitgebaat"; in het stationsontwerp was geheel geen rekening gehouden met een HTM-loket of iets dergelijks. Uiteindelijk kwam er wel een loket naast de NS-loketten.
Het busstation had tot 2018 een eenvoudig en donker dak over alle perrons, met eronder een wachtkamer met streekbusloket en chauffeurslokaal. Vanuit die wachtruimte was er wel goed zicht op de voorkant van de bussen. Alle perrons en vluchtheuvels hadden hoge randen en waren dus niet aangepast voor invaliden. Ook was er geen lift om bij het busstation te komen. De meeste buslijnen vanuit het centrum bereikten het busstation tot 1997 via een zeer bochtig traject. De busreiziger die tussen Kalvermarkt en Beatrixlaan reisde ging binnen circa één kilometer maar liefst veertien keer door een (scherpe) bocht. Naast de Rijnstraat was de oprit naar het busstation, en na het busstation volgde een busbaan die met een grote bocht onder het tramviaduct door bij de Theresiastraat uitkwam. Daarvandaan reden diverse buslijnen dan naar de Beatrixlaan, alwaar de 14e bocht was. Richting centrum waren (en zijn) er ook busbanen, maar dan gewoon recht naast het Bernhardviaduct. Vanwege de aanleg van de tramtunnel en het inkorten der buslijnen is die slinger-route vervallen en zijn die oprit en afrit afgebroken. In plaats daarvan werd het Bernhardviaduct aangepast.

### Verbouwingen en aanpassingen

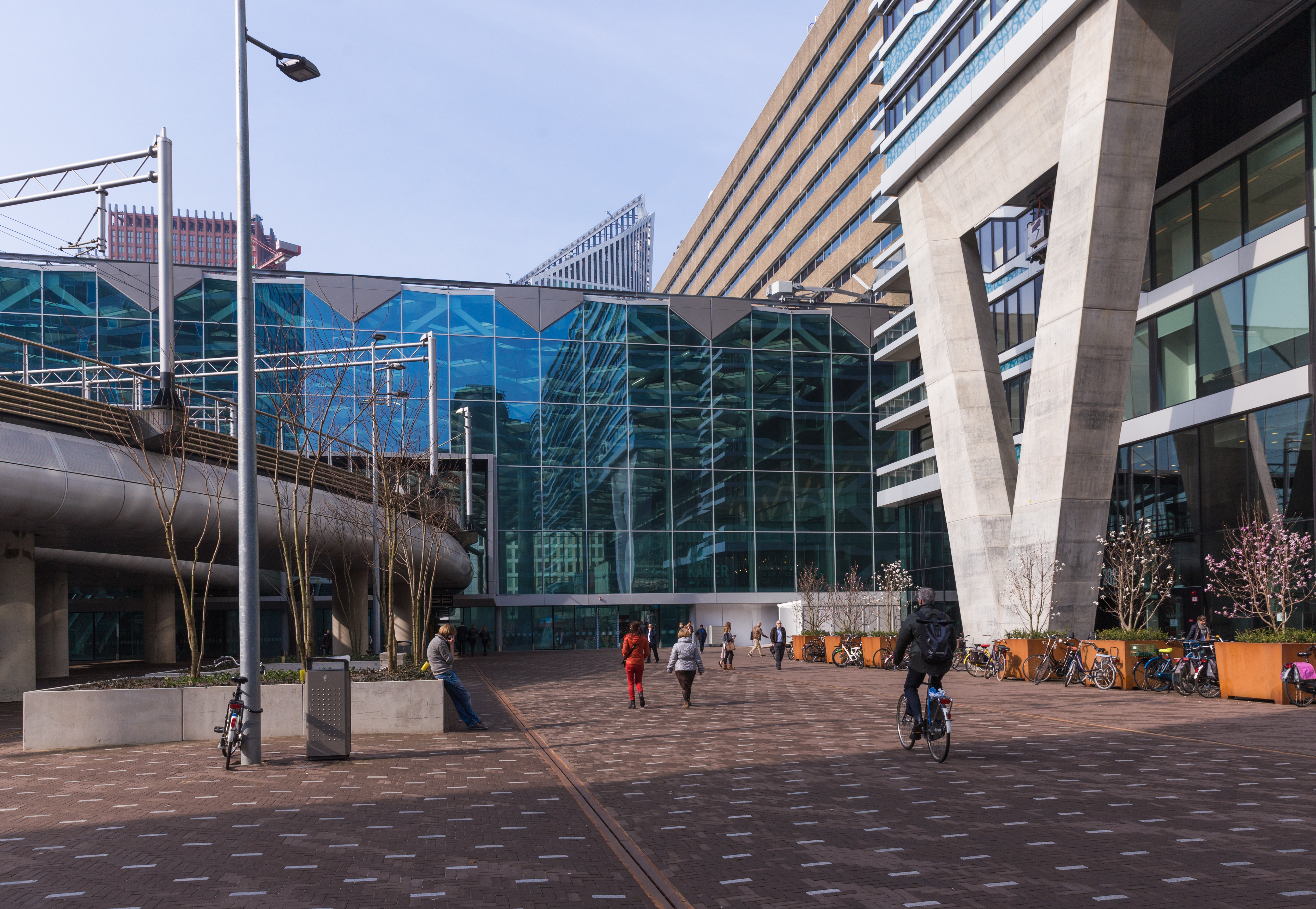
De nieuwbouw van Den Haag Centraal, gezien vanaf het Anna van Buerenplein. Op de voorgrond was de keerlus op de garage. Links het tramviaduct naar Ternoot.

In 1983 kreeg het tramstation beneden een rode overkapping. In 1994 werd die alweer vervangen door een 16 meter hoge glazen gebogen gevel. Dat was in het kader van de aanleg van de Koningstunnel onder de Rijnstraat, waardoor het bovengronds autovrij kon worden en er een ruim tramstation met vier perrons kwam.

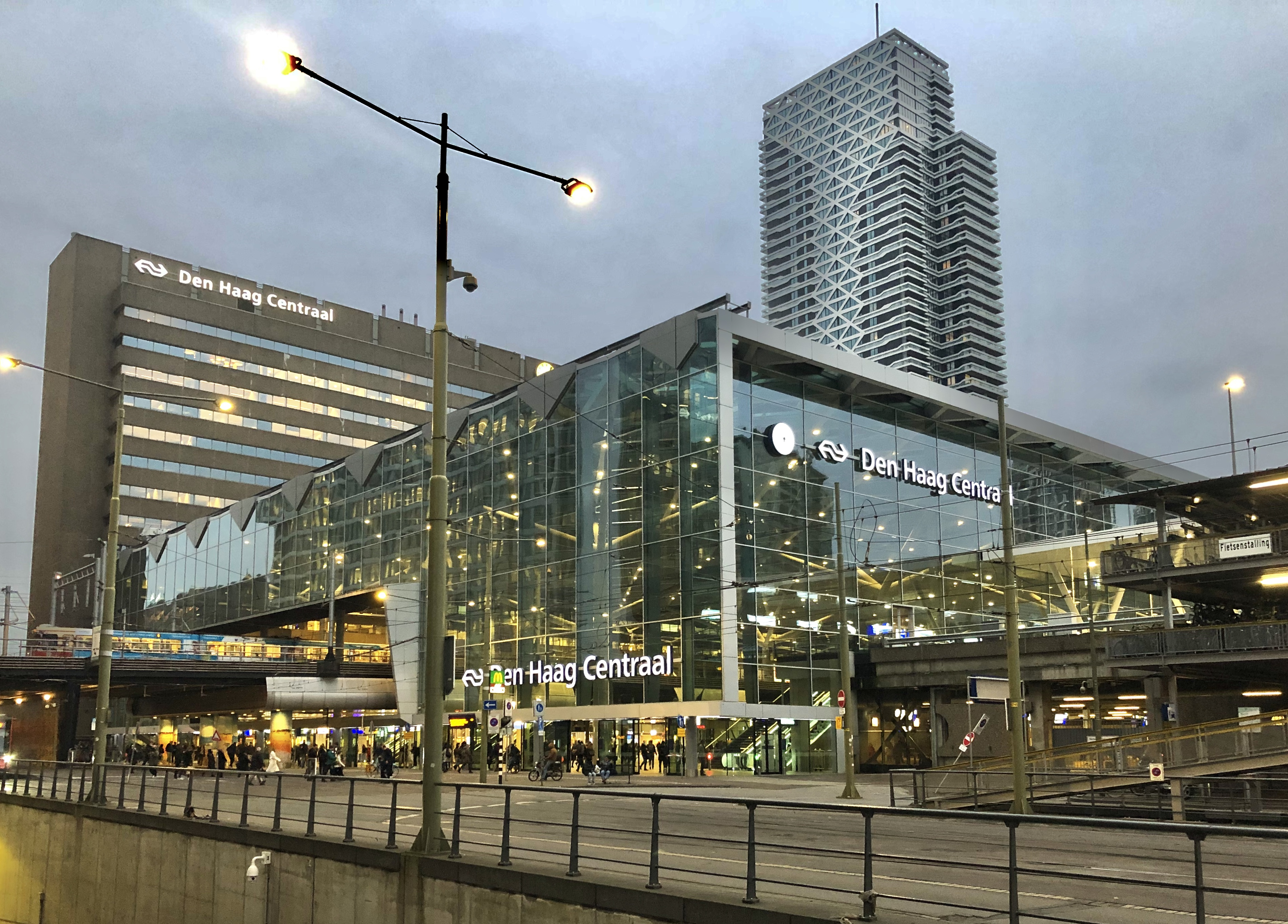
De situatie na de verbouwing; gezien vanuit de Rijnstraat; 2021

In 2004 werd de keerlus van de trams boven op de parkeergarage opgeheven en samen met de garage afgebroken. De rails naar de oorspronkelijk geplande Koekamplus verdwenen daarmee ook. Ook een deel van het tramviaduct werd afgebroken, maar daar kwam een nieuwe baan voor terug. In plaats van de keerlus kwam er een opstelspoor.
Den Haag Centraal werd in de jaren 2010 fors verbouwd naar ontwerp van Benthem Crouwel Architects. In tegenstelling tot andere verbouwingen kwam dit neer op bijna totale vernieuwing. De glazen gevel aan de Rijnstraat uit 1994 werd toen al weer afgebroken. De vernieuwing was noodzakelijk vanwege de komst van RandstadRail, maar vooral omdat het aantal reizigers was toegenomen tot ongeveer 250.000 per dag. Dit project Den Haag Nieuw Centraal was onderdeel van het project Den Haag Nieuw Centrum.
Het station kreeg vier gelijkwaardige ingangen en een transparant uiterlijk. Veel muren zijn daarom verdwenen, zoals de muur waarop de treinaanwijzer zat. Daardoor is er nu vrij zicht vanuit de stationshal naar het tramstation boven. Het busstation is beter bereikbaar gemaakt vanuit de hal. De opvallende dakconstructie (ongeveer 120 bij 100 meter en 22 meter hoog) is opgetrokken van glas en staal. In de hal is veel ruimte voor winkels en restaurants. Het oude winkel- en kantorencomplex Babylon naast het station is verbouwd tot New Babylon.
Het tramstation boven werd vanwege de komst van trams met aan beide zijden deuren ook totaal vernieuwd; in plaats van 4 aparte perrons kwamen er 2 eilandperrons. Derhalve kwamen er ook nieuwe trappen en roltrappen, en voor het eerst ook liften. De tussenetage, en daarmee ook de omweg, is geheel verdwenen. Het tramstation beneden werd ook aangepast voor de nieuwe trams en kreeg twee zij-perrons en één eilandperron.
Als laatste werd het busstation boven totaal vernieuwd, waarbij de bussen nu wel richting de hal staan en dus goed te zien zijn. Bovendien zijn de perrons beter bereikbaar geworden voor reizigers, en nu ook per lift. Er zijn na de verbouwing tien perrons, maar tegelijkertijd ook minder buslijnen omdat onder andere diverse streekbuslijnen nog maar tot aan het tram-/busstation aan de Leyweg rijden. Er kwam ook een nieuw en licht dak, dat derhalve ook kleiner is. Het nieuwe ronde chauffeurslokaal staat aan het Bernhardviaduct in plaats van aan de Rijnstraat. Het nieuwe busstation werd in 2019 geopend.
Den Haag is een van de Nieuwe Sleutelprojecten (NSP's) van het ministerie van Infrastructuur en Waterstaat, samen met Amsterdam Zuid, Arnhem Centraal, Breda, Rotterdam Centraal en Utrecht Centraal. Mede vanwege de aansluiting op de HSL-Zuid investeert het ministerie extra in deze stations omdat ze beschouwd worden als visitekaartjes van Nederland voor de internationale treinreiziger. Ook in de directe omgeving van het station wordt, mede daarom, flink gebouwd. Naast bouwer ProRail zijn de NS en de gemeente Den Haag partners bij de realisatie van het project.
Staatssecretaris Sharon Dijksma (Infrastructuur) en de Haagse burgemeester Jozias van Aartsen hebben op maandag 1 februari 2016 het vernieuwde Den Haag Centraal geopend.
In 2020 is een grote fietsenstalling geopend onder het Koningin Julianaplein. Er gaat hier nog meer gebouwd worden, en het resterende deel van het plein wordt ook heringericht.

## Treinen
Het station wordt in de dienstregeling 2025 door de volgende treinseries bediend:
| Serie | Treinsoort     | Route | Bijzonderheden |
| ----- | -------------- | --- | --- |
| 500   | Intercity (NS) | Den Haag Centraal – Gouda – Utrecht Centraal – Amersfoort Centraal – Zwolle – Assen – Groningen                                                                         | |
| 600   | Intercity (NS) | Leeuwarden – Meppel – Zwolle – Amersfoort Centraal – Utrecht Centraal – Gouda – Den Haag Centraal                                                                       | |
| 1100  | Intercity (NS) | Den Haag Centraal – Den Haag HS – Delft – Rotterdam Centraal – Breda – Tilburg – Eindhoven Centraal                                                                     | Via HSL. Stopt niet in Schiedam Centrum en Rotterdam Blaak. |
| 1700  | Intercity (NS) | Den Haag Centraal – Gouda – Utrecht Centraal – Amersfoort Centraal – Apeldoorn – Deventer – Almelo – Hengelo – Enschede                                                 | Rijdt na 20:00 uur tussen Enschede en Utrecht Centraal en rijdt dan vanaf Utrecht Centraal door als Intercity 2800 naar Rotterdam Centraal.                                                                        |
| 2100  | Intercity (NS) | Amsterdam Centraal – Haarlem – Leiden Centraal – Den Haag Centraal | rijdt niet na 22.00 behalve op vrijdag en zaterdag |
| 3100  | Intercity (NS) | Den Haag Centraal – Leiden Centraal – Schiphol Airport – Amsterdam Bijlmer ArenA – Utrecht Centraal – Veenendaal-De Klomp – Ede-Wageningen – Arnhem Centraal – Nijmegen | Rijdt na circa 22:30, zaterdagochtend tot circa 9:00 en op zondagochtend tot circa 10:00 niet tussen Nijmegen en Utrecht Centraal v.v. Stopt alleen van vrijdag t/m zondag tot circa 19:00 te Veenendaal-De Klomp. |
| 4300  | Sprinter (NS)  | Den Haag Centraal – Leiden Centraal – Schiphol Airport – Amsterdam Zuid – Weesp – Almere Centrum – Almere Buiten – Almere Oostvaarders – Lelystad Centrum               | |
| 5000  | Sprinter (NS)  | Den Haag Centraal – Den Haag HS – Delft – Schiedam Centrum – Rotterdam Centraal – Rotterdam Blaak – Rotterdam Lombardijen – Dordrecht                                   | Rijdt niet na 20:00 uur en in het weekend. |
| 5100  | Sprinter (NS)  | Den Haag Centraal – Den Haag HS – Delft – Schiedam Centrum – Rotterdam Centraal – Rotterdam Blaak – Rotterdam Lombardijen – Dordrecht                                   | |
| 5200  | Sprinter (NS)  | Den Haag Centraal – Den Haag HS – Delft – Schiedam Centrum – Rotterdam Centraal – Rotterdam Blaak – Rotterdam Lombardijen – Dordrecht                                   | Rijdt enkel van maandag tot en met donderdag tot circa 19:00 uur. |
| 6000  | Sprinter (NS)  | Den Haag Centraal – Gouda – Utrecht Centraal – Geldermalsen – 's-Hertogenbosch                                                                                          | Rijdt alleen na 18:00 uur en van vrijdag t/m zondag. |
| 6300  | Sprinter (NS)  | (Den Haag Centraal – ) Leiden Centraal – Heemstede-Aerdenhout – Haarlem                                                                                                 | Rijdt na 20:00 uur en op vrijdag en in het weekend tussen Leiden Centraal en Haarlem. |
| 6800  | Sprinter (NS)  | Den Haag Centraal – Gouda – Gouda Goverwelle | Rijdt alleen tijdens de spits van maandag t/m donderdag. |
| 6900  | Sprinter (NS)  | Den Haag Centraal – Gouda – Utrecht Centraal – Geldermalsen – Tiel | Rijdt alleen van maandag t/m donderdag tot 18:00 uur. |

## Bus, tram en RandstadRail
Boven de treinsporen werd een groot busplatform gebouwd, met op hetzelfde niveau ook een viersporig semi-metro-tramstation (CS-Hoog) van de HTM. Aan de noordkant van het tramstation werd tevens een tramkeerlus aangelegd boven een parkeergarage om de trams komende van de stad te laten keren. Daarnaast zijn er tramhaltes op straatniveau (CS-Laag) aan de zuidkant van de stationshal. Het tramstation ligt in het verlengde van de tramtunnel en is verbouwd voor de komst van RandstadRail. De oorspronkelijke vier zijperrons hebben plaats gemaakt voor twee eilandperrons en de parkeergarage met keerlus verdween. Ook het busplatform werd verbouwd en tijdens de werkzaamheden was maar de helft van het platform beschikbaar en halteerden de buslijnen in omgekeerde richting. Onder het dak van het busstation, geopend op 1 november 2019, stoppen de bussen in de richting van de stationshal.

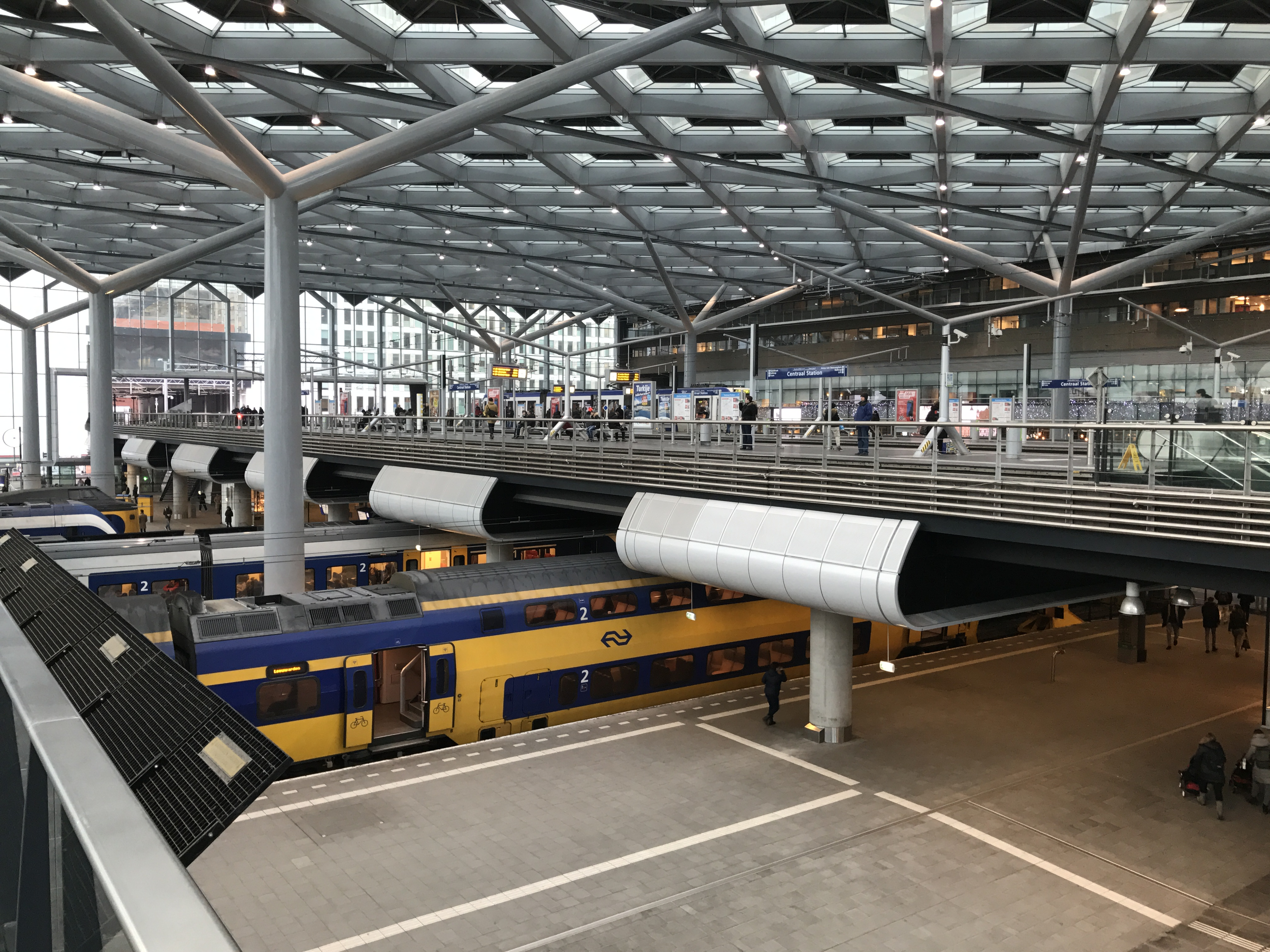
Tramplatform met daaronder de treinen.
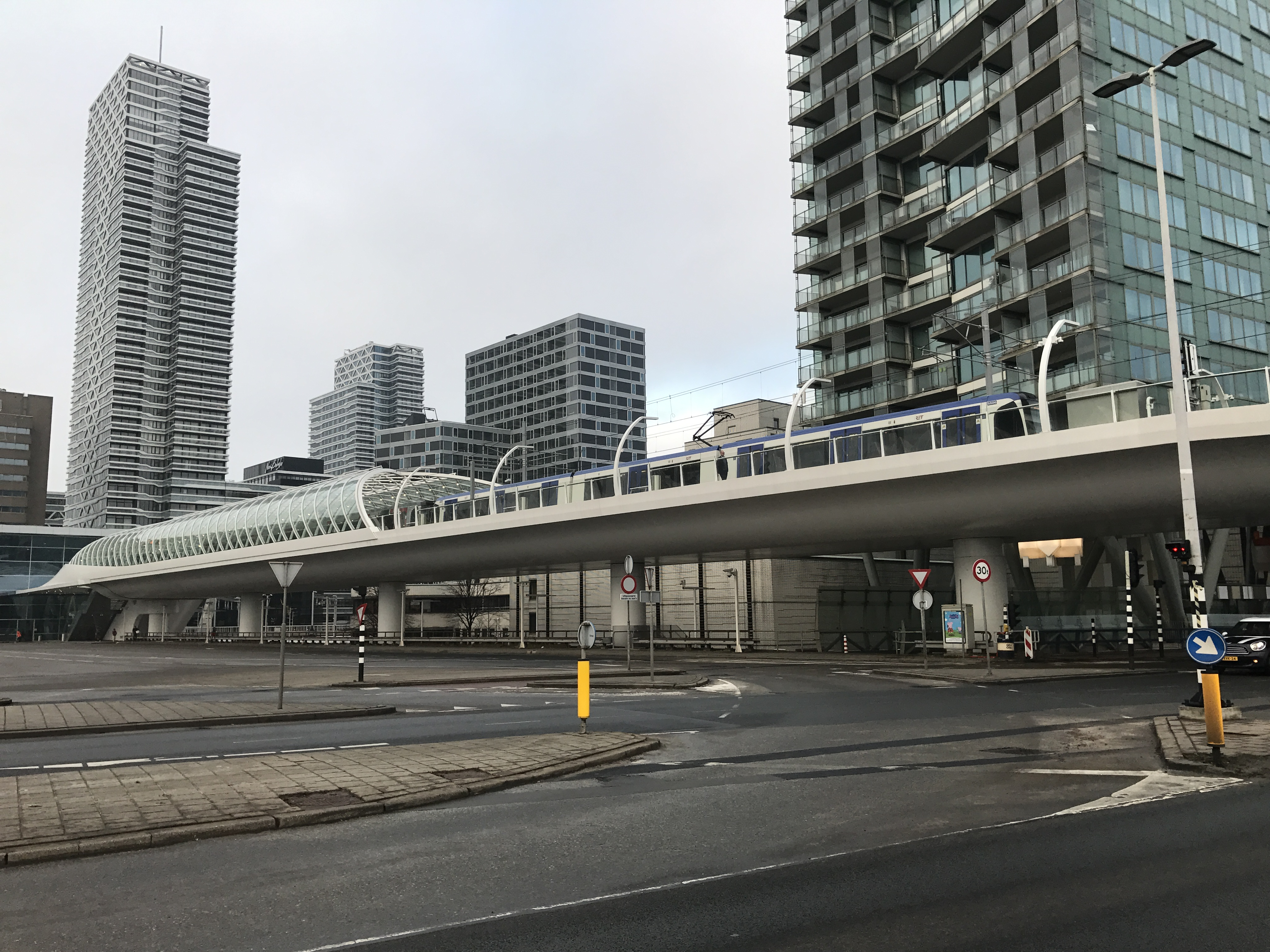
De zijkant van het metrostation (HSE).
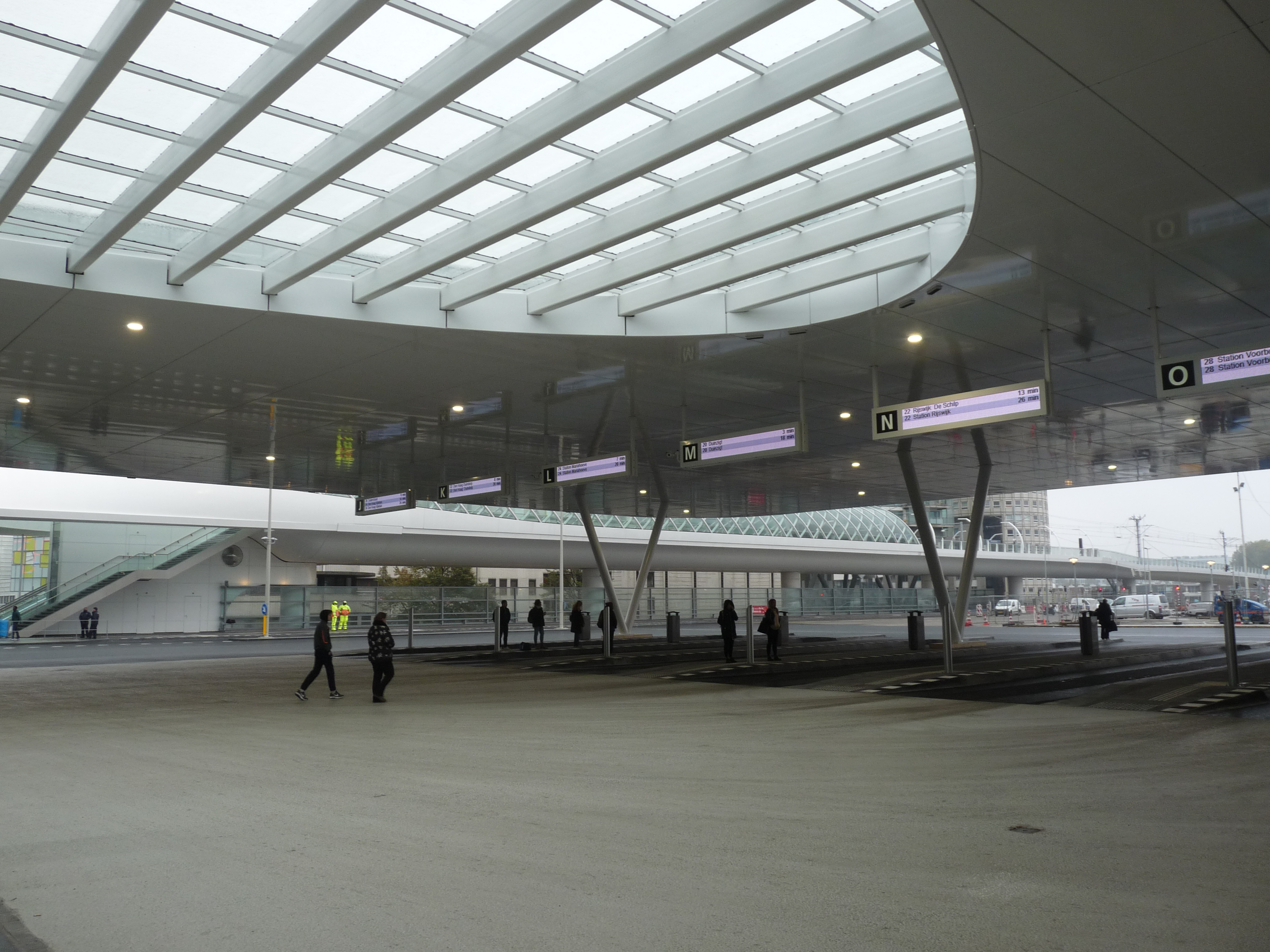
Het busstation, geopend in 2019.

### Tram en RandstadRail (HTM)
| Perron                                             | Lijn                                               | Bestemming                                         | Via | Opmerkingen                                        |
| Den Haag Centraal, tramplatform/tramstation (hoog) | Den Haag Centraal, tramplatform/tramstation (hoog) | Den Haag Centraal, tramplatform/tramstation (hoog) | Den Haag Centraal, tramplatform/tramstation (hoog) | Den Haag Centraal, tramplatform/tramstation (hoog) |
| -------------------------------------------------- | -------------------------------------------------- | -------------------------------------------------- | --- | -------------------------------------------------- |
| A                                                  | 3                                                  | Den Haag Loosduinen                                | Tramtunnel, Prinsegracht, HMC Westeinde, Bomen-/Vruchtenbuurt, Bohemen |                                                    |
| A                                                  | 4                                                  | Den Haag De Uithof                                 | Tramtunnel, Prinsegracht, HMC Westeinde, Rustenburg en Oostbroek, Leyenburg, Bouwlust                                                                                         |                                                    |
| A                                                  | 34                                                 | Den Haag De Savornin Lohmanplein                   | Tramtunnel, Prinsegracht, HMC Westeinde, Bomen-/Vruchtenbuurt | Rijdt alleen in de spits.                          |
| B                                                  | 2                                                  | Den Haag Kraayenstein                              | Tramtunnel, Prinsegracht, HMC Westeinde, Nieuw Eykenduynen, Oud Eik en Duinen, Houtwijk, Loosduinen                                                                           |                                                    |
| B                                                  | 6                                                  | Den Haag Leyenburg                                 | Tramtunnel, Prinsegracht, Schilderswijk, Haagse Markt, Transvaalkwartier, Rustenburg en Oostbroek                                                                             |                                                    |
| C                                                  | 2                                                  | Leidschendam                                       | Ternoot, Bezuidenhout, Laan van NOI, Voorburg 't Loo, Essesteijn, Mall of the Netherlands                                                                                     |                                                    |
| C                                                  | 6                                                  | Leidschendam Noord                                 | Ternoot, Bezuidenhout, Haagse Hout, Station Mariahoeve, Essesteijn, Mall of the Netherlands                                                                                   |                                                    |
| D                                                  | 3                                                  | Zoetermeer Centrum                                 | Beatrixkwartier, Laan van NOI, Voorburg 't Loo, Leidschendam-Voorburg, Forepark, Leidschenveen, Zoetermeerse Rijweg, Voorweg, Centrum-West, Seghwaert, Zoetermeerse Krakeling |                                                    |
| D                                                  | 4                                                  | Lansingerland-Zoetermeer                           | Beatrixkwartier, Laan van NOI, Voorburg 't Loo, Leidschendam-Voorburg, Forepark, Leidschenveen, Zoetermeerse Rijweg, Voorweg, Centrum-West, Seghwaert, Oosterheem             |                                                    |
| D                                                  | 34                                                 | Lansingerland-Zoetermeer                           | Beatrixkwartier, Laan van NOI, Voorburg 't Loo, Leidschendam-Voorburg, Forepark, Leidschenveen, Zoetermeerse Rijweg, Voorweg, Centrum-West, Seghwaert, Oosterheem             | Rijdt alleen in de spits.                          |
| Den Haag Centraal, Rijnstraat (laag)               |                                                    |                                                    | |                                                    |
| E                                                  | 9                                                  | Scheveningen Noord                                 | Malieveld, Koninginnegracht, Madurodam, Westbroekpark, Circustheater, Kurhaus                                                                                                 |                                                    |
| E                                                  | 17                                                 | Den Haag Statenkwartier                            | Korte Voorhout, Buitenhof, Centrum, Zeeheldenkwartier, Kunstmuseum |                                                    |
| F                                                  | 15                                                 | Nootdorp                                           | Korte Voorhout, Buitenhof, Centrum, Bierkade, Waldorpstraat/Station Hollands Spoor, Laakkwartier, Rijswijk, Hoornbrug, P+R Hoornwijck, Ypenburg                               |                                                    |
| G                                                  | 16                                                 | Wateringen                                         | Kalvermarkt-Stadhuis, Bierkade, Station Hollands Spoor, Laakkwartier, Spoorwijk, Station Moerwijk, Moerwijk, Winkelcentrum Leyweg, Morgenstond, Hoge Veld, Wateringse Veld    |                                                    |
| H                                                  | 9                                                  | Vrederust                                          | Kalvermarkt-Stadhuis, Bierkade, Station Hollands Spoor, Stationsbuurt, Zuiderpark, Moerwijk, Winkelcentrum Leyweg, Morgenstond                                                |                                                    |
| H                                                  | 17                                                 | Wateringen                                         | Rijswijkseplein, Station Hollands Spoor, Laakkwartier, Spoorwijk, Plaspoelpolder, Rijswijk Station, Bogaard stadscentrum, Eikelenburg, Wateringse Veld                        |                                                    |

Bron: HTM

### Bus

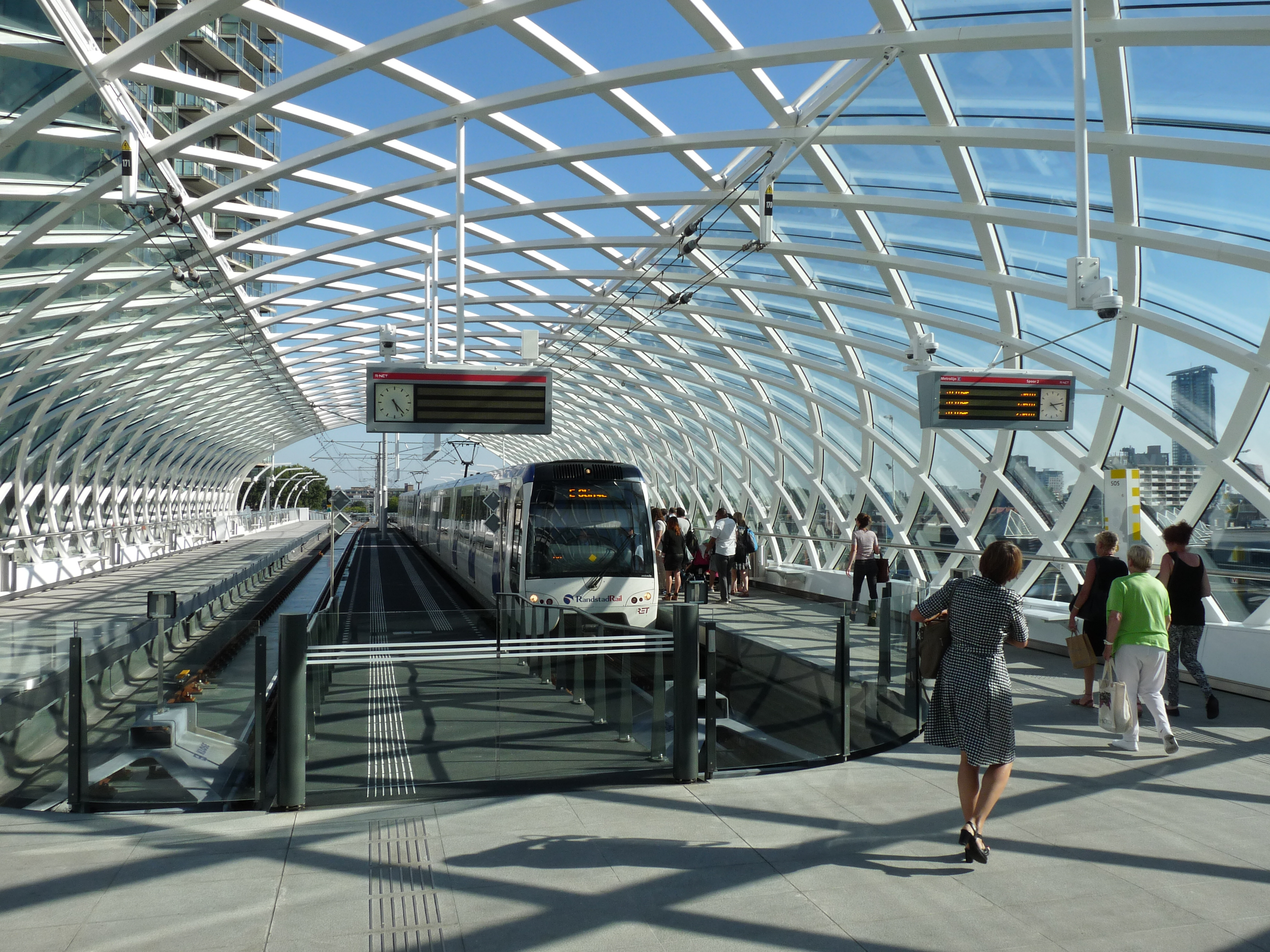
De metro die aankomt in Den Haag Centraal

| Perron | Lijn  | Bestemming                    | Via | Vervoerder      | Opmerkingen |
| ------ | ----- | ----------------------------- | --- | --------------- | --- |
| I      | Alles |                               | | HTM, EBS, Qbuzz | Centrale uitstaphalte. |
| J      | 24    | Den Haag Kijkduin             | Centrum, Kneuterdijk, Plein 1813, Javastraat, Vredespaleis, Duinoord, Kunstmuseum/Museon, Vogelwijk, Bohemen | HTM             | |
| K      | 22    | Den Haag Duindorp             | Centrum, Kneuterdijk, Plein 1813, Javastraat, Madurodam, Kurhaus, Scheveningen | HTM             | |
| K      | 28    | Den Haag Zuiderstrand         | Centrum, Kneuterdijk, Plein 1813, Javastraat, Vredespaleis, World Forum, Westduinweg | HTM             | |
| L      | 24    | Station Den Haag Mariahoeve   | Haagse Hout, Mariahoeve | HTM             | |
| M      | 20    | Duinzigt                      | Malieveld, Benoordenhout, HMC Bronovo, Waalsdorperweg | HTM             | |
| M      | 29    | Den Haag Oude Waalsdorperweg  | Malieveld, Benoordenhout, HMC Bronovo, Waalsdorperweg | HTM             | Rijdt alleen in de ochtendspits. |
| N      | 22    | Rijswijk De Schilp            | Station Hollands Spoor, MegaStores, Laakkwartier, Rijswijk Station, Bogaard stadscentrum, Steenvoorde | HTM             | Overdag buiten de spits rijden de helft van de ritten niet verder dan station Rijswijk. |
| N      | 29    | Station Rijswijk              | Station Hollands Spoor, MegaStores, Laakkwartier | HTM             | Rijdt alleen in de middagspits. |
| O      | 28    | Station Voorburg              | Binckhorst | HTM             | |
| P      | 45    | Leiden, Centraal Station      | Beatrixkwartier/Bezuidenhout, Voorburg (Station, Station Leidschendam-Voorburg), GGZ Rivierduinen, Voorschoten, Station Lammenschans, Breestraat | EBS             | |
| P      | 46    | Wassenaar, Duinrell           | Beatrixkwartier/Bezuidenhout, Voorburg (Station, Station Leidschendam-Voorburg), Leidschendam (HMC Antoniushove, Mall of the Netherlands, GGZ Rivierduinen), Voorschoten (Station), Wassenaar (Van Oldenbarneveltweg)                                         | EBS             | Rijdt niet na 19:30 uur. |
| Q      | 43    | Leiden, Centraal Station      | Bezuidenhout, Marlot, Wassenaar (De Kieviet, van Oldenbarneveltweg, Maaldrift), Haagse Schouw, Universiteit Leiden | EBS             | |
| Q      | 44    | Wassenaar, Duinrell           | Bezuidenhout, Marlot, Wassenaar (De Kieviet, van Oldenbarneveltweg) | EBS             | Rijdt niet na 19:00 uur. |
| R      | 382   | Waddinxveen, Station Triangel | Haagse Poort, Voorburg, Zoetermeer (Station/Mandelabrug) | Qbuzz           | Spitslijn, 's ochtends richting Den Haag, 's middags richting Waddinxveen. |
| R      | 383   | Rotterdam, Capelsebrug        | Haagse Poort, Voorburg, Zoetermeer (Station/Mandelabrug, Lansingerland-Zoetermeer), Moerkapelle, Zevenhuizen, Rotterdam (Metro Nesselande), Nieuwerkerk aan den IJssel (Zilvermos, Reigerhof, Station), Capelle aan den IJssel (Metro De Terp, Metro Centrum) | Qbuzz           | Rijdt in de avond en in het weekend alleen tussen Lansingerland-Zoetermeer en Rotterdam Nesselande. |
| R      | 386   | Waddinxveen, Station Triangel | Haagse Poort, Voorburg, Zoetermeer (Station/Mandelabrug, Lansingerland-Zoetermeer), Moerkapelle, Zevenhuizen | Qbuzz           | Rijdt in de ochtendspits richting Den Haag en in de middagspits richting Waddinxveen. Tijdens de daluren rijdt deze lijn alleen tussen Lansingerland-Zoetermeer en Waddinxveen. Rijdt niet in de avond en in het weekend |
| S      | 144   | Wassenaar, Duinrell           | Van Oldenbarneveltweg | EBS             | Rijdt alleen in de zomermaanden. |
| S      | 385   | Noordwijk, Picképlein         | Wassenaar (Kerkehout, Deijleroord), Valkenburg, Katwijk | Qbuzz           | |
| S      | 685   | Oegstgeest, Leidsebuurt       | Wassenaar (Kerkehout, Deijleroord) | Qbuzz           | Scholierenlijn, 's ochtends richting Oegstgeest, 's middags richting Den Haag. |

Bron: HTM, EBS en Qbuzz
| Lijn | Bestemming                         | Via | Vervoerder | Opmerkingen                                   |
| ---- | ---------------------------------- | --- | ---------- | --------------------------------------------- |
| N1   | Mariahoeve/Scheveningen            | Kalvermarkt-Stadhuis, Bezuidenhout, Kurhaus, Statenkwartier                                                          | HTM        | Nachtbus, rijdt op vrijdag- en zaterdagnacht. |
| N2   | Leidschendam/Voorschoten/Wassenaar | Kalvermarkt-Stadhuis, Voorburg, Leidschendam-Voorburg, Leidschendam, Voorschoten                                     | HTM        | Nachtbus, rijdt op vrijdag- en zaterdagnacht. |
| N3   | Loosduinen/Madestein/Poeldijk      | Kalvermarkt-Stadhuis, Valkenboskwartier, Bohemen, Kijkduin, Zichtenburg, Houtwijk, Station Moerwijk                  | HTM        | Nachtbus, rijdt op vrijdag- en zaterdagnacht. |
| N4   | Wateringen/Rijswijk                | Kalvermarkt-Stadhuis, Grote Markt, Winkelcentrum Leyweg, Station Rijswijk, Laakkwartier                              | HTM        | Nachtbus, rijdt op vrijdag- en zaterdagnacht. |
| N5   | Ypenburg/Nootdorp/Delft            | Kalvermarkt-Stadhuis, Rijswijkseplein/Station Hollands Spoor, Rijswijk, Nootdorp, Pijnacker, Delfgauw, Delft Station | HTM        | Nachtbus, rijdt op vrijdag- en zaterdagnacht. |
| N6   | Leidschenveen/Zoetermeer           | Kalvermarkt-Stadhuis, Leidschenveen, Rotonde Houtkade, Centrum-West, Oosterheem, Rokkeveen, Mandelabrug,             | HTM        | Nachtbus, rijdt op vrijdag- en zaterdagnacht. |

### Metrolijn E / RandstadRail (RET)
RandstadRail metrolijn E van de RET heeft als bestemming Slinge in Rotterdam-Zuid. Onder de naam Haags Startstation Erasmuslijn (HSE) is een viaduct gebouwd met twee perronsporen voor het begin- en eindpunt van lijn E. Dit zijn twee zijperrons voor de metro en een laag middenperron om in noodgevallen Randstadrailtrams uit Zoetermeer te kunnen laten keren. Het station is ontworpen door architectenbureau ZJA. Tot 2016 gebruikte metrolijn E de noordelijkst gelegen sporen 11 en 12 op station Den Haag Centraal. Deze sporen zijn in het voorjaar van 2025 opnieuw aangesloten op het NS-net.
Er zijn verscheidene varianten bestudeerd om lijn E op het station aan te laten komen en te laten vertrekken. Door verwachte hoge kosten, logistieke problemen en verzwaring van de regels voor tunnelveiligheid is de 'tunnelvariant' niet uitgevoerd. Er werd gekozen voor een ander voorstel met een hoge fly-over boven het Prins Bernhardviaduct, waarbij het HSE boven het busplatform werd gebouwd. Op 22 augustus 2016 werd het HSE in gebruik genomen en daarbij omgedoopt tot Metrostation Den Haag Centraal.
| Lijn  | Bestemming | Via | Opmerkingen                 |
| ----- | ---------- | --- | --------------------------- |
| 03bis | Slinge     | Laan van NOI, Voorburg 't Loo, Leidschendam-Voorburg, Forepark, Leidschenveen, Nootdorp, Pijnacker (Centrum, Zuid), Berkel Westpolder, Rodenrijs, Meijersplein/Airport, Melanchthonweg, Blijdorp, Rotterdam Centraal, Stadhuis, Beurs, Leuvehaven, Wilhelminaplein, Rijnhaven, Maashaven, Zuidplein | Onderdeel van RandstadRail. |

## Commerciële vestigingen

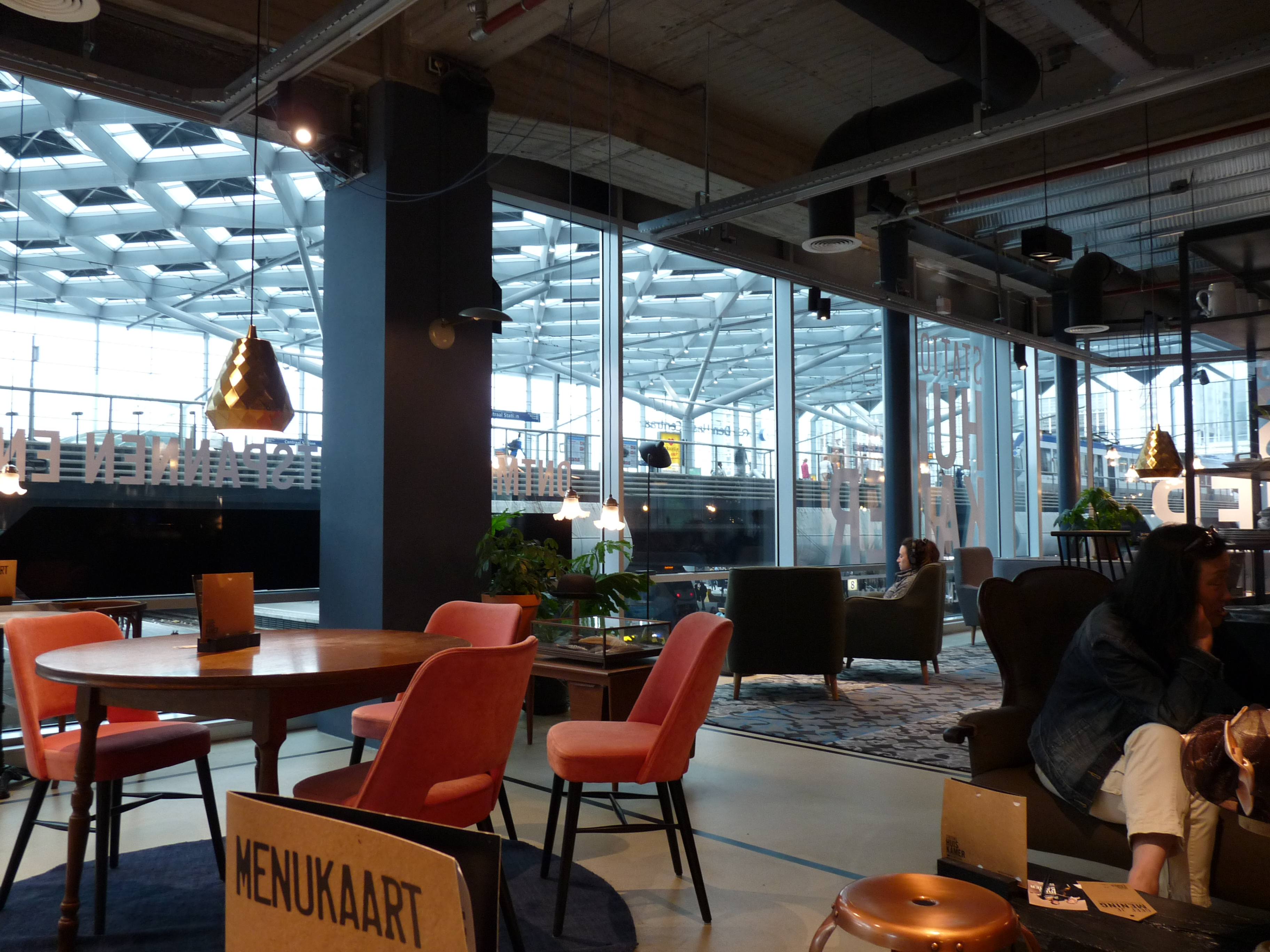
Een restaurant in de stationshal.

- Albert Heijn to go
- BackWerk
- Bar Beton
- BLOEM!
- Burger King
- Central Hair Salon
- Cocos & Sebas
- Etos
- Geldautomaat
- GWK Travelex
- HEMA
- Jambelles
- Julia's
- Kiosk
- OV-fiets
- OV servicewinkel (NS, HTM)
- Pasfoto automaat
- Relay
- SANIFAIR Toiletten
- Sissy-Boy
- StationsHuiskamer
- Smullers
- Starbucks
- The Döner Company
- YO! Sushi

## Fotogalerij

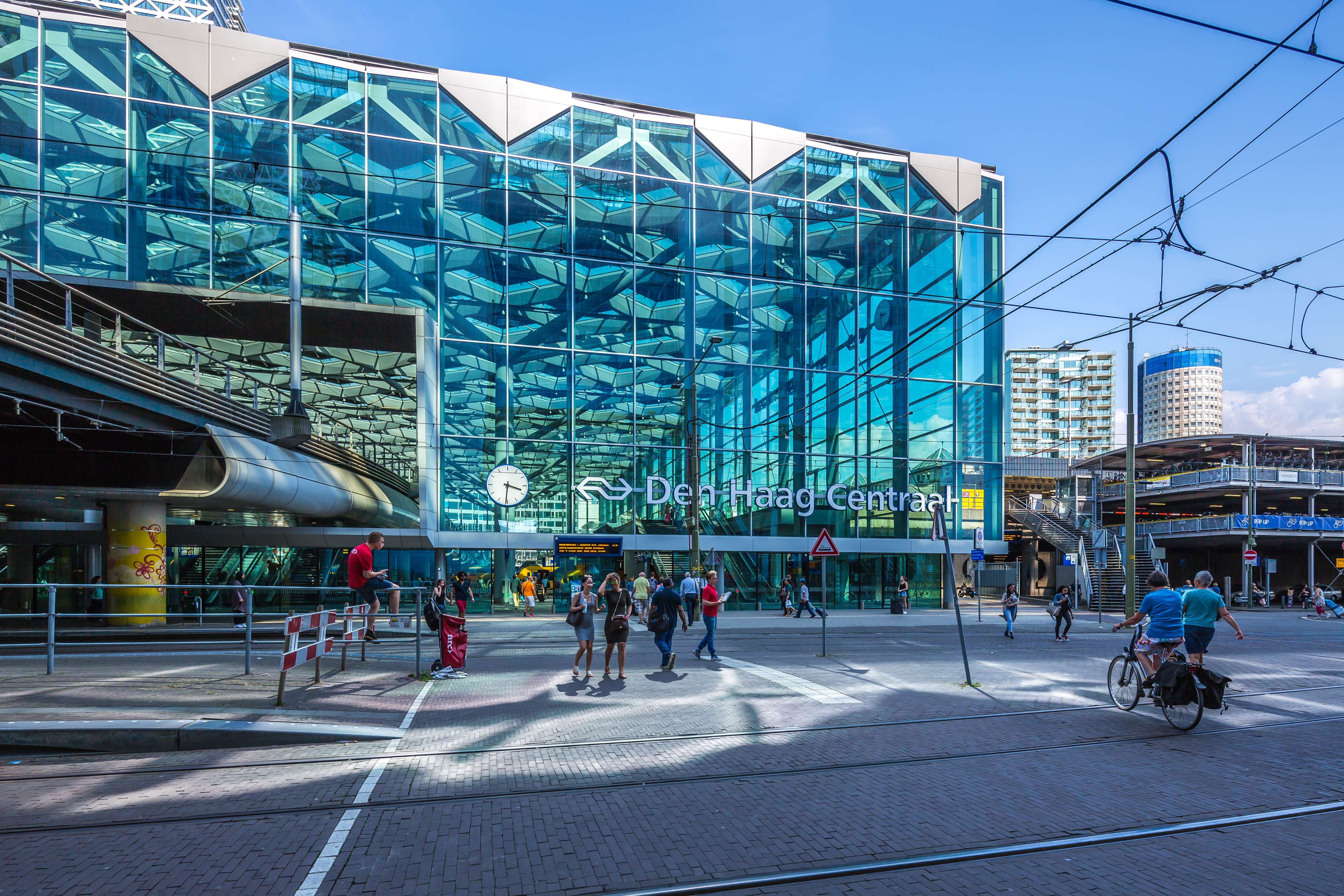
De entree aan de Rijnstraat en een deel van de fietsenflat in 2016.
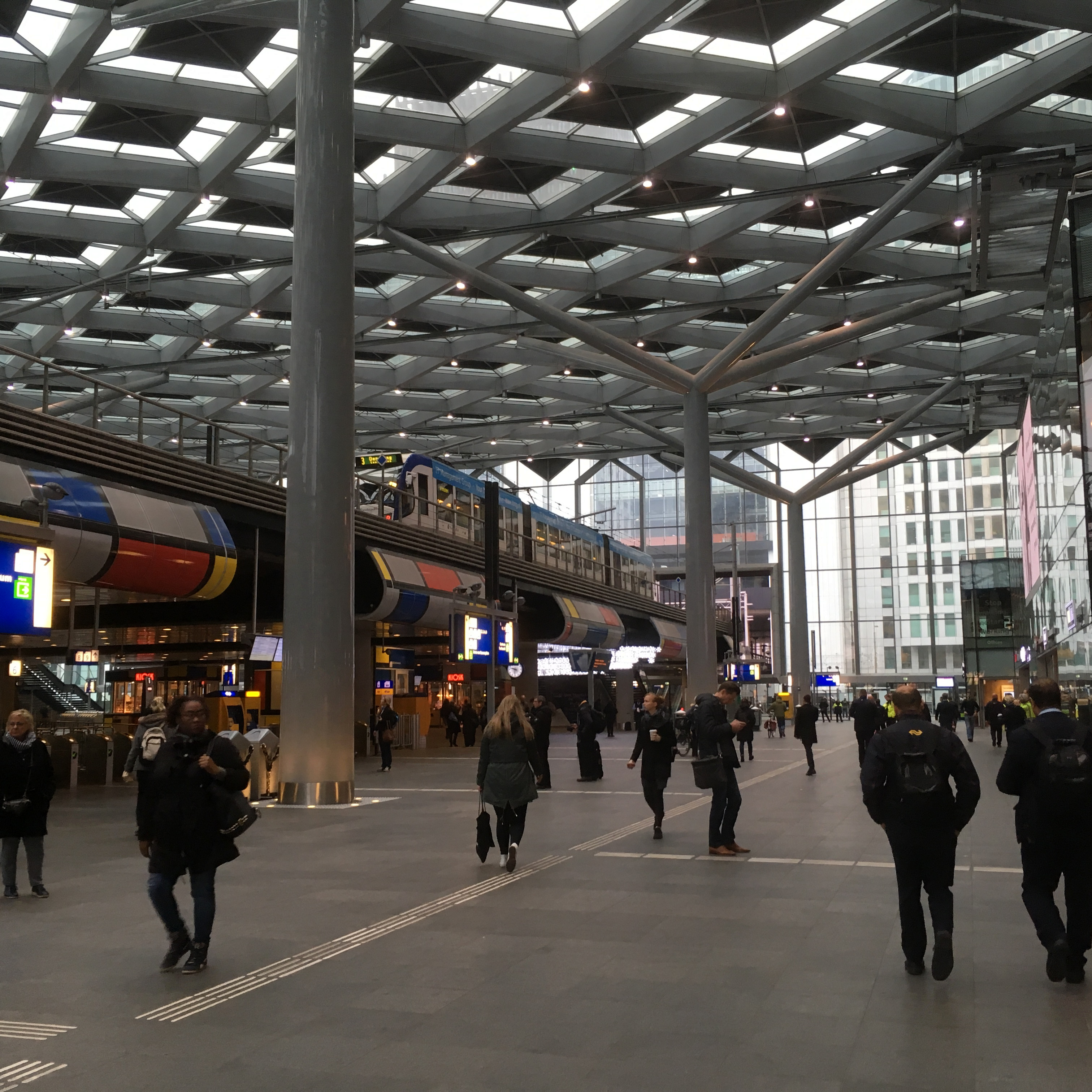
Stationshal in 2017.
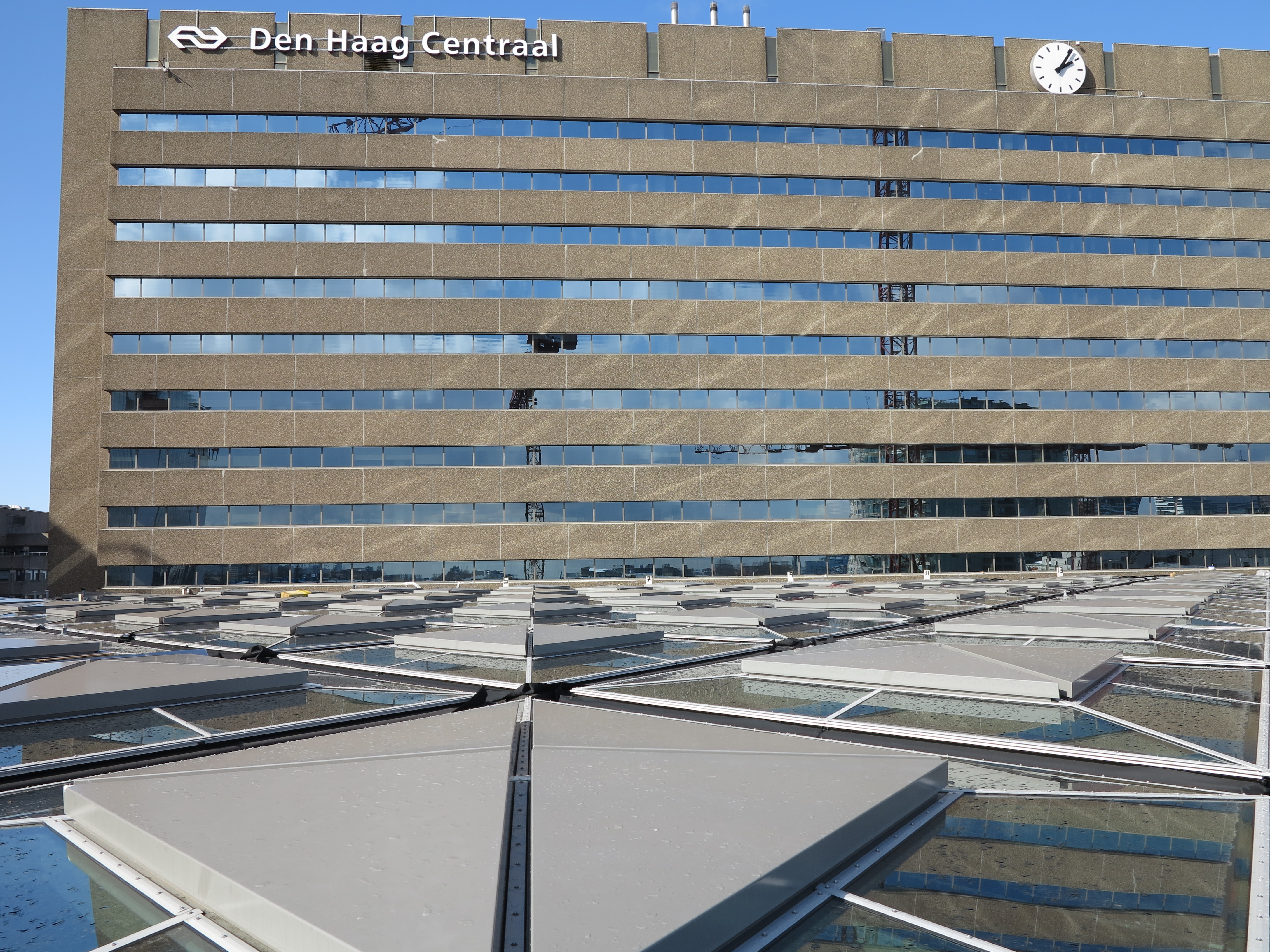
Het nieuwe dak.
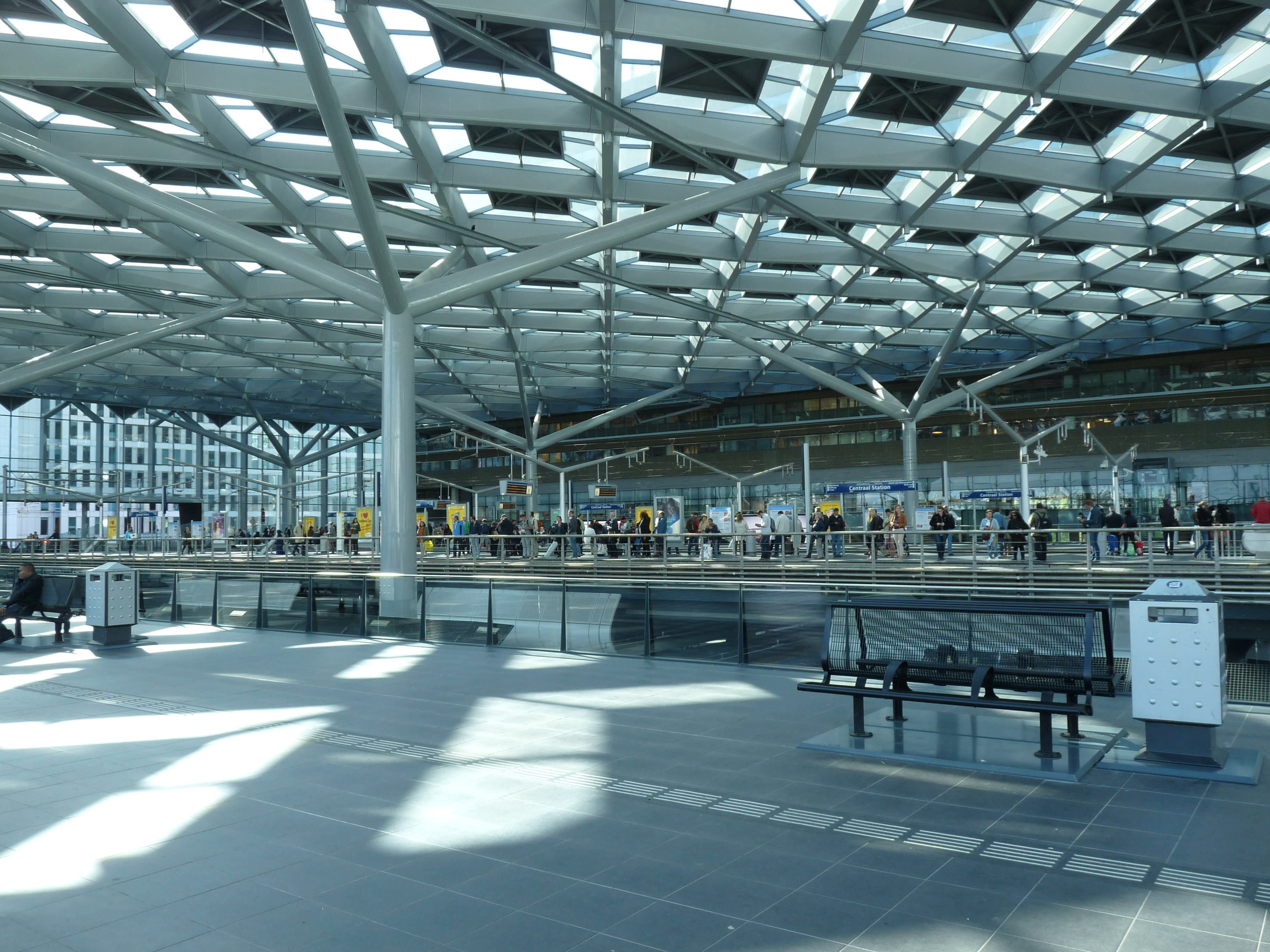
De kolommen, met daarin de hemelwaterafvoeren.
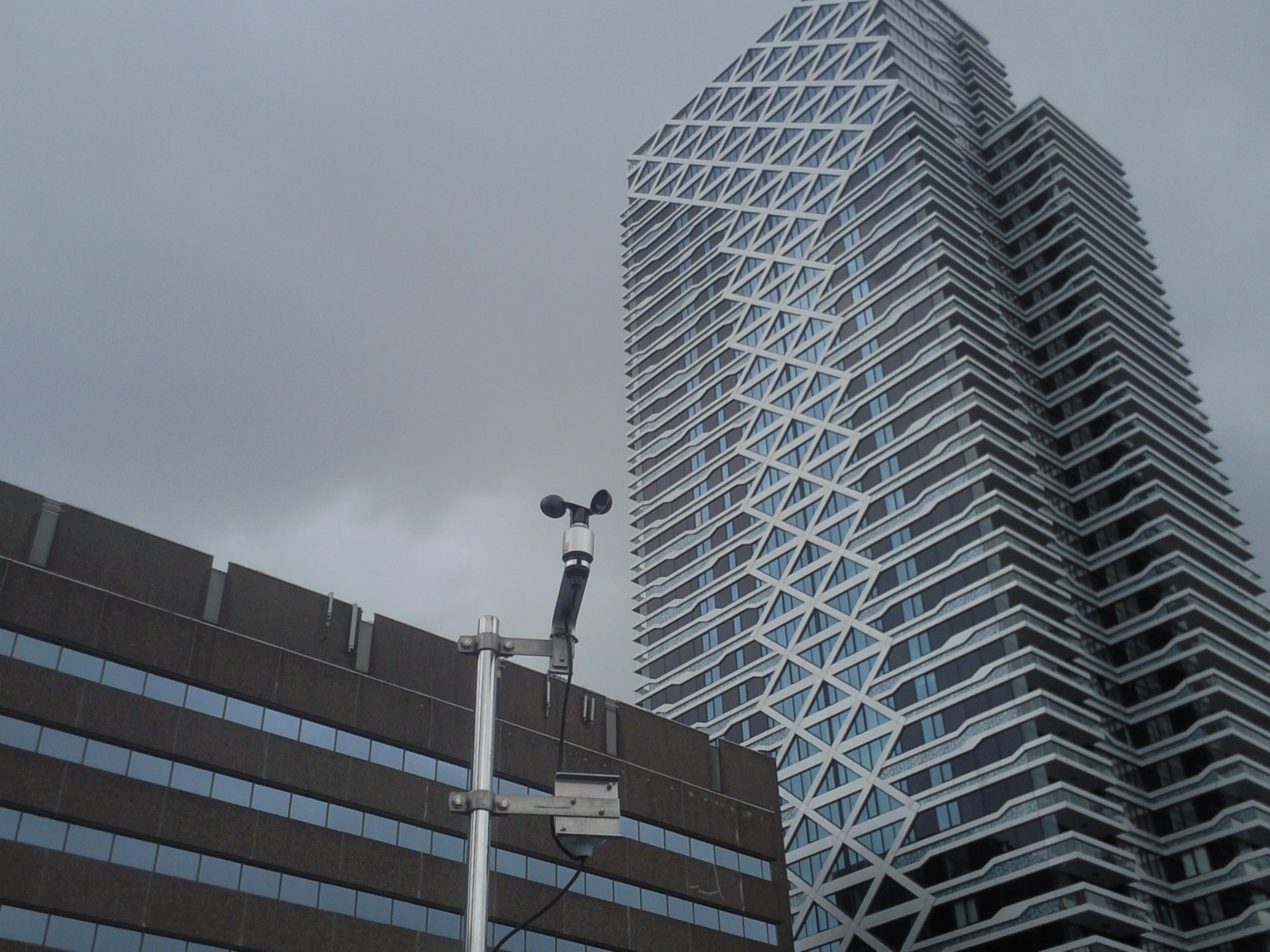
Windmeter op het dak, bedoeld voor het weersafhankelijk openen en sluiten van de dakluiken.

## Prins Bernhardviaduct
Het Prins Bernhardviaduct (GW 337) is een vaste verkeersbrug over de sporen en perrons van station Den Haag Centraal. Aan de kant van het emplacement zijn er trappen naar de perrons. Pas sinds 2018is er een officiële oversteekplaats dwars over het viaduct voor voetgangers, vanaf het pad naast het viaduct waar ook de trappen zijn. Tot 2018 was het busstation voor voetgangers eigenlijk alleen bereikbaar vanuit de stationshal. Het pad naast het viaduct was alleen bedoeld om van de Rivierenbuurt naar/van Bezuidenhout te lopen.

## Ontwikkeling aantal reizigers
Het aantal door NS vervoerde reizigers (per gemiddelde werkdag) ontwikkelde zich sedert 2019 als volgt:
| Jaar | Aantal reizigers |
| ---- | ---------------- |
| 2019 | 104.747          |
| 2020 | 40.868           |
| 2021 | 40.213           |
| 2022 | 68.972           |
| 2023 | 81.512           |
| 2024 | 80.091           |

## Trivia
- Station Den Haag Centraal had in de oude situatie onder het NS-personeel de bijnaam "sjoelbak". De sporen liepen namelijk dood onder een overkapping en vanuit de cabine van een treinmachinist vond men dat het station er als een sjoelbak uitzag.